# Edwin Katzenellenbogen

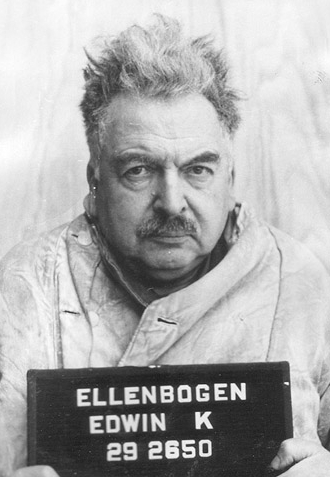
Edwin Katzenellenbogen im April 1947 als Angeklagter im Buchenwald-Hauptprozess

Edwin Maria Katzenellenbogen (* 22. Mai 1882 in Stanislau; † nach 1955; auch Katzen-Ellenbogen oder nur Ellenbogen) war ein Psychiater, der als Häftlingsarzt im KZ Buchenwald eingesetzt war.

## Leben
Edwin Katzenellenbogen, Sohn eines Rechtsanwaltes, wuchs in Stanislau und Lemberg auf. Nach dem erfolgreichen Abschluss seiner Schullaufbahn und dem 1900 bestandenen Abitur begann er sein Studium an der jesuitischen Hochschule in Lemberg. Nach einem kurzzeitigen Studium generale wechselte er im April 1901 an die Universität Leipzig und studierte im Schwerpunkt Medizin und Philosophie.
Nach dem erfolgreichen Abschluss seines Studiums wanderte er 1905 in die USA aus und heiratete Marie A. Pierce, die Tochter eines prominenten amerikanischen Richters. Danach kehrte er kurzzeitig an die Universität Leipzig zurück. Er wurde 1907 mit einer Dissertation über „Die zentrale und periphere Sehschärfe des hell- und dunkeladaptierten Auges“ als Schüler von Wilhelm Wundt promoviert und reiste anschließend in die USA zurück. Katzenellenbogen spezialisierte sich auf die Fachrichtung Psychiatrie und erlernte das Verfahren der Hypnose. Er war unter anderem im staatlichen Krankenhaus von Massachusetts und in New Jersey, wo er bei einem Gesetzentwurf zur Sterilisierung Epilepsiekranker, Krimineller und unheilbar kranker Menschen mitwirkte, tätig. Er lehrte von 1909 bis 1910 an der Harvard University abnorme Psychologie und veröffentlichte im Journal of Abnormal Psychology einen Artikel über vorgetäuschte Symptome.
Katzenellenbogen fungierte auch als Gutachter in Gerichtsprozessen, unter anderem in einem Prozess gegen einen Mörder, der angab, aufgrund von Epilepsie vermindert schuldfähig gewesen zu sein. Auch bedingt durch Katzenellenbogens Gutachten wurde der Angeklagte 1912 durch den Elektrischen Stuhl hingerichtet. Er unterstützte aktiv die Kampagne der Eugenik-Bewegung in den USA und wurde Mitglied der Eugenics Research Association. 1915 verließ er die USA und verbrachte die folgenden Jahre in europäischen Hauptstädten.
Am 28. August 1916 wurde Katzenellenbogen in Wien verhaftet, weil er Betrügereien mit außer Kurs gesetzten Dollarnoten unternommen hatte. Die Ermittlungen ergaben, dass er schon früher durch angebliche Vermittlung von Kontakten zwischen Kriegsgefangenen und deren Angehörigen Geld unterschlagen hatte. In der Haft unternahm er einen Selbstmordversuch.
Spätestens 1920 kehrte er nach Deutschland zurück, wo er in Berlin seinen Wohnsitz nahm. Dort wurde er am 15. Dezember 1924 vor der Strafkammer des Schöffengerichts in Lichterfelde wegen Betruges, Heiratsschwindel und Diebstahl in 27 Fällen angeklagt, worüber auch das Berliner Tageblatt im Rahmen einer Reportage mit dem Titel Ein Betrügergenie vor Gericht – Die Straftaten des Arztes Dr. Katzenellenbogen berichtete.
Ein Verfahren zur Aberkennung seines Doktorgrades aufgrund von unwürdigem Verhalten wurde 1927 ohne weiterführende Konsequenzen eingestellt. Wegen Betrugs und Urkundenfälschung wurde er 1935 in Berlin erneut zu sechs Monaten Gefängnis verurteilt. Aufgrund der Verurteilung Katzenellenbogens beantragte die Staatsanwaltschaft zudem seine Ausweisung aus Deutschland. Der Doktortitel wurde ihm schließlich durch die Universität Leipzig, wahrscheinlich hauptsächlich wegen seiner vermuteten jüdischen Herkunft, aberkannt.
Anschließend emigrierte Katzenellenbogen in die Tschechoslowakei, wo er erneut straffällig wurde. Danach gelangte er über Italien Ende 1939 nach Frankreich. Ab 1940 erfolgten mehrere Verhaftungen in Paris und anschließende Befragungen durch die Gestapo. Aufgrund seiner psychiatrischen Kenntnisse wurde Katzenellenbogen mehrmals zu Untersuchungen von deutschen Wehrmachtssoldaten im Militärgefängnis zur Feststellung einer möglichen psychischen Erkrankung herangezogen.
Wegen seines eugenischen Hintergrundes, der vermeintlichen amerikanischen Staatsbürgerschaft und trotz seiner vermuteten jüdischen Abstammung arbeitete Katzenellenbogen als Arzt unter Arrest für die Wehrmacht.

## Häftlingsarzt im KZ Buchenwald

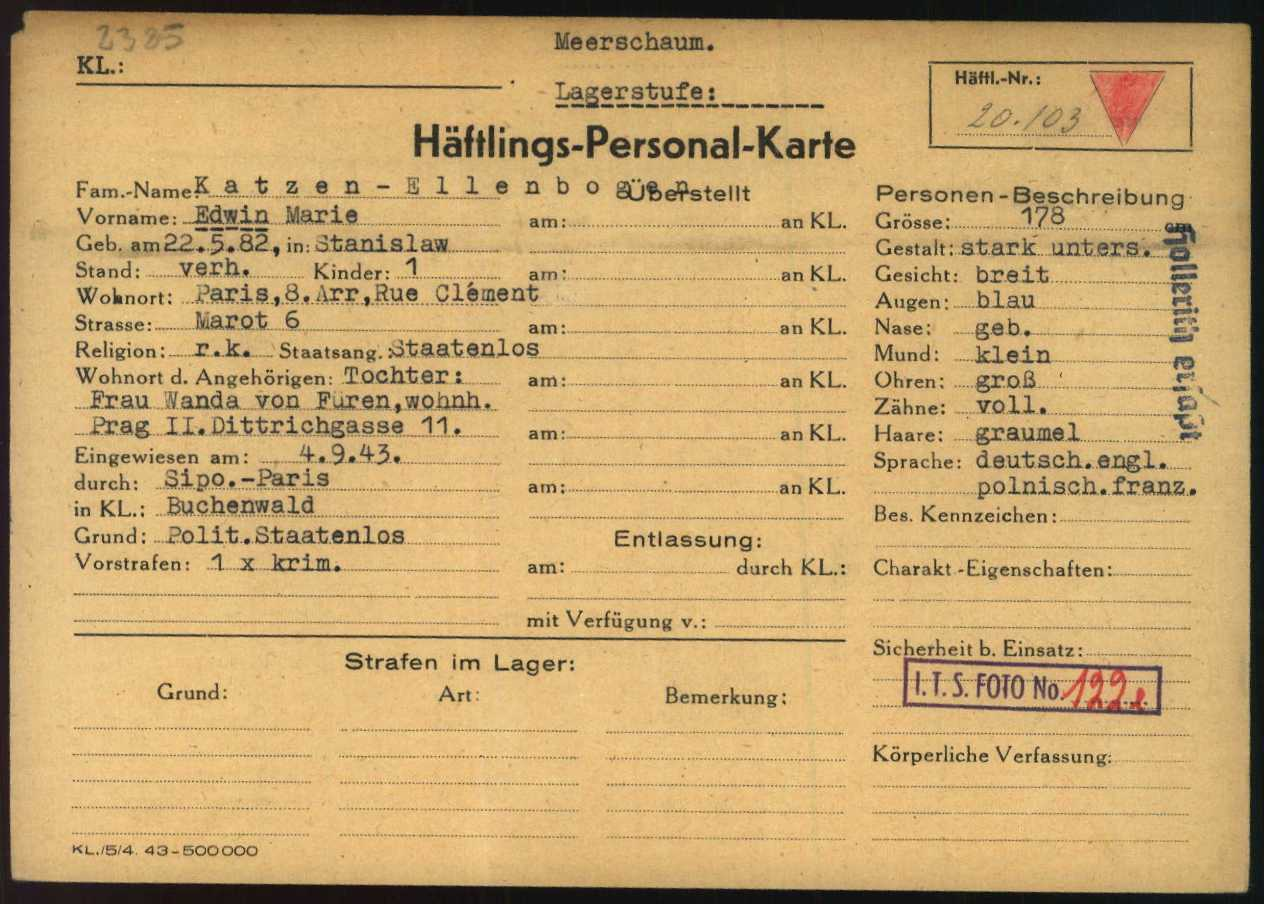
Registrierungskarte von Edwin Katzenellenbogen als Gefangener im nationalsozialistischen Konzentrationslager Buchenwald

Im September 1943 wurde Katzenellenbogen aufgrund einer Verfügung aus Berlin in das KZ Buchenwald eingewiesen, wo er zunächst als leitender Häftlingsarzt (Haftnummer 20.103) im Kleinen Lager fungierte. Im Oktober 1944 wurde Katzenellenbogen in das Hauptlager des KZ Buchenwald überstellt und arbeitete im dortigen Häftlingskrankenbau als Häftlingsarzt bis zur Befreiung des Lagers im April 1945. Als privilegierter Funktionshäftling durfte Katzenellenbogen auf eigenen Wunsch zivile Kleidung tragen: einen dreiteiligen Anzug mit Krawatte, einen Hut und eine medizinische Armbinde, die ihn als Häftlingsarzt auswies.
Dem Lagerpersonal waren Katzenellenbogens prodeutsche Tätigkeiten, sein eugenischer Hintergrund sowie seine ärztlichen Fähigkeiten durchaus bekannt. Er pflegte daher einen vertrauten und kooperativen Umgang mit dem Lagerpersonal, insbesondere mit den Lagerärzten und den Sanitätsdienstgraden. Zu Gerhard Schiedlausky baute Katzenellenbogen ein besonderes Vertrauensverhältnis auf. Mitte 1944 bat Schiedlausky Katzenellenbogen um psychotherapeutische Hilfe. Schiedlausky berichtete Katzenellenbogen, dass er unter Schlafstörungen leide und auch eine Selbstmedikation nicht geholfen habe. Katzenellenbogen behandelte Schiedlausky daraufhin erfolgreich mit dem Verfahren Hypnose sowie der Analyse seiner Träume und gewann so einen erheblichen Einfluss auf Schiedlausky.
Mit seinen hypnotischen Fähigkeiten soll Katzenellenbogen auch Häftlinge behandelt haben, um so Informationen an die Lagergestapo über Widerstandsaktivitäten im Lager weiterzugeben.
Mit der internen Lagerwiderstandsbewegung kam es wegen der Kollaboration mit dem Lagerpersonal daher auch wiederholt zu Auseinandersetzungen. Lebensnotwendige Medizin, die ihm aufgrund seiner Position als Häftlingsarzt leicht zugänglich war, verkaufte Katzenellenbogen mit Aufschlag an kranke Häftlinge. Schwerkranken Häftlingen, insbesondere französischen, soll Katzenellenbogen die Aufnahme in den Häftlingskrankenbau verweigert haben. Zudem soll er auch an der Tötung von Häftlingen mittels Phenolinjektionen beteiligt gewesen sein und Häftlinge misshandelt haben. Katzenellenbogen beteiligte sich auch an pseudomedizinischen Forschungen mit dem Lagerarzt Werner Greunuss.

## Buchenwald-Hauptprozess

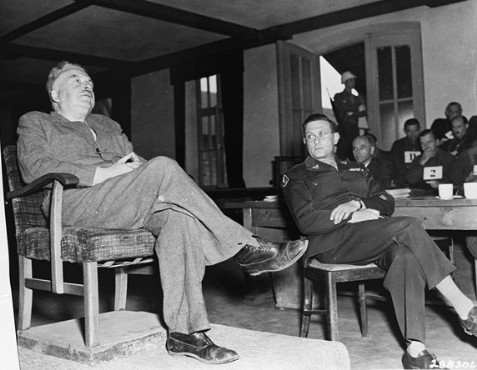
Edwin Katzenellenbogen während der Vernehmung vor dem US-Militärgericht im Buchenwald-Hauptprozess am 5. August 1947

Nach Kriegsende wurde Katzenellenbogen gesucht und schließlich Mitte September 1945 in Marburg verhaftet. Im Zuge der Nürnberger Prozesse wurde er als Zeuge vernommen.
Katzenellenbogen wurde im Rahmen der Dachauer Prozesse im Buchenwald-Hauptprozess mit 30 weiteren Beschuldigten angeklagt. Katzenellenbogen wurde beschuldigt, alliierte Gefangene misshandelt zu haben, die Tötung von Häftlingen konnte ihm jedoch nicht nachgewiesen werden. Am 14. August 1947 wurde er zu lebenslänglicher Haft verurteilt. Das Urteil wurde später in eine Haftstrafe von 15 Jahren umgewandelt. Ursprünglich war Katzenellenbogen österreichischer Staatsbürger, der durch seinen langjährigen Aufenthalt in den USA 1910 die amerikanische Staatsbürgerschaft erhielt. Da er 1915 die USA dauerhaft verließ und nur noch sporadisch bis 1933 in die USA einreiste, nahm er vor Gericht an, die amerikanische Staatsangehörigkeit verloren zu haben. Katzenellenbogen wurde im September 1953 vorzeitig aus dem Kriegsverbrechergefängnis Landsberg aufgrund einer schweren Herzerkrankung entlassen und starb nach 1955.